# Delovni dan sestre Marje
Anton Ingolič v romanu Delovni dan sestre Marje (1980) opisuje delovni dan medicinske sestre, ki v stikih z bolniki na domu doživlja svojo intimno zgodbo.

## Vsebina
Medicinska sestra Marja obiskuje bolnike na domu. Njen mož Lenart ima težave v spolnosti in Marja mu ves čas govori, naj obišče zdravnika. Pred Lenartom je bila poročena z Drejcem, s katerim sta imela sina Drejčka. Oba sta umrla v prometni nesreči. Vsak dan bolj se prereka z možem, zato tudi ta dan jezna odide v službo.
S kolesom obiskuje paciente na domu: Mihca, ki je pred kratkim prišel iz bolnice, žensko, ki trpi zaradi išijasa in je z Marjo nesramna, češ da ne bi smela priti pred deseto uro zjutraj. Pacient Marjan ima mišično atrofijo, gospodu Kolencu pa sestra previje nogo zaradi rane. Moral bi iti na operacijo, vendar se boji, da bi potem ostal brez dela. Drobnič počasi umira za rakom, Marja mu prinese močne tablete proti bolečinam. Opozori ga, da ne sme vzeti več kot dve na dan. Njen naslednji pacient je Miha Jereb, partizanski invalid brez nog. Poročen je s hčerko prejšnje ljubice, vendar osvaja še Marjo. Nato sestra obišče na srcu bolnega pacienta Cirila. Zaupa se ji, da bi pred smrtjo rad izkusil pravo ljubezen in se ljubil z Marjo. Nekaj časa se ga brani, potem pa se mu prepusti. Njena pot se nadaljuje do bloka, kjer živi Lazarka. Po operaciji kolka ji pomaga hoditi brez bergel in ji svetuje, naj se več giblje, da bo izgubila nekaj kilogramov. Ves čas obiska razmišlja, kako lepo se je bilo ljubiti s Cirilom in da se ni tako ljubila že, odkar je umrl Drejc. V župniškem stanovanju obišče bivšega organista Martina Majnika. Zaradi desne polovice omrtvičenega telesa ne more govoriti, zato se sestra z njim s težavo sporazumeva. Njena naslednja pacientka je Kormanka, ki se ves čas pritožuje nad delom zdravnikov in medicinskih sester. Previje ji rano ter ji svetuje, naj se čim manj giblje, da se bo rana hitreje zacelila. Ko obišče za rakom umirajočega Ibra, sreča mlado žensko, ki je tik pred porodom tretjega otroka s tretjim moškim. Odpravi se še do Ketiša in ga pregovarja, naj se raje preseli v dom za upokojence, vendar se Ketiš s tem ne strinja, saj meni, da mu je v njegovem domu najlepše.
Po končanem delu gre po nakupih, saj bodo naslednji dan zaradi praznika trgovine zaprte, vendar je kruha že zmanjkalo. Lenart se doma razburi, ker je prinesla prepečenec namesto kruha, in jo muči z ljubosumjem, saj meni, da v službi ostaja zaradi privlačnih pacientov. Prizna mu, da ima ljubimca in da sta se tisti dan ljubila. Lenart jo udari, Marja pa mu zagrozi z ločitvijo. Ukaže mu, naj se takoj odseli iz hiše in pusti ključe v poštnem nabiralniku, sama pa odide k pacientu Drobniču. Ta ji pove, da je umrl Ciril. Marja se boji, da je kriva za njegovo smrt, saj je umrl takoj po njunem ljubljenju.  Doma najde Lenarta, ki se ni hotel odseliti. Spi na kavču, njo pa je v postelji poleg trpke bolečine navdalo sladko upanje, da je zanosila s Cirilom.

## Film
Po romanu je bila leta 1982 posneta 60 minut dolga televizijska igra v režiji Marije Šeme Baričevič. V glavnih vlogah so nastopali  Marjeta Gregorač, Duša Počkaj,  Lojze Rozman, Maks Bajc, Angela Hlebce in Sašo MiklavcStranska vloga: Tanja Zorin Statisti:Majda Zorin,Anže Zorin

## Kritike
"Ne vem, zakaj, ali velikokrat sem se spomnil na "Lukarje", ko sem prebiral "Delovni dan sestre Marje." (Potrč 1980: 787)    
"Ob povesti Delovni dan sestre Marje se bo bralec nedvomno zamislil. Nad seboj in drugimi. Nad prostorom, ki mu je odmerjen po njegovi lastni zaslugi ali pa ne. To pa zadošča za pisateljev ustvarjalni napor in namen, ki mu je bil spodbuda pri pisanju." (Gaborovič 1980: 6)
"Delovni dan sestre Marje, za katerega je pisatelj sam dejal, da je ostal pri geslu "iz življenja za življenje". Gre za pripoved o patronažni sestri, njenem delu, kako hodi od hiše do hiše in pomaga bolnikom. Skratka roman, ki bo zlahka postal ljudsko branje, kot je dejal Ivan Potrč." (Volčjak 1980: 5)